# Kanton Bacharach
Der Kanton Bacharach (franz.: Canton de Bacharach) war eine von zehn Verwaltungseinheiten, in die sich das Arrondissement Simmern im Rhein-Mosel-Departement gliederte. Der Kanton war in den Jahren 1798 bis 1814 Teil der Französischen Republik (1798–1804) und des Französischen Kaiserreichs (1804–1814).
Der Kanton war zugleich Friedensgerichtsbezirk. Kantonspräsident und Friedensrichter war 1808 Friedrich Philipp Horstmann.

## Geschichte
Vor der Annexion des Linken Rheinufers im Ersten Koalitionskrieg gehörte der Verwaltungsbezirk des Kantons Bacharach zu den kurpfälzischen Oberämtern Bacharach und Simmern, teilweise zu Kurtrier und zu Kurmainz.
Im Jahre 1814 wurde das Rhein-Mosel-Departement und damit auch der Kanton Bacharach vorübergehend zunächst Teil des Generalgouvernements Mittelrhein, stand dann unter gemeinsamer österreichisch-bayerischer Verwaltung und kam 1815 aufgrund der auf dem Wiener Kongress getroffenen Vereinbarungen zum Königreich Preußen. Unter der preußischen Verwaltung ging der Kanton Bacharach im 1816 neu gebildeten Kreis St. Goar im Regierungsbezirk Koblenz auf.

## Verwaltungsgliederung
Der Kanton Bacharach gliederte sich in 14 Gemeinden mit 44 Ortschaften, die von vier Mairies verwaltet wurden. Hinzu kamen die Gemeinden Dichtelbach und Erbach, welche von der Mairie Rheinböllen im Kanton Simmern verwaltet wurden. Im Jahr 1808 lebten im Kanton insgesamt 8.550 Einwohner. In annähernd allen Gemeinden gab es einen Lehrer.

### Mairie Bacharach
Zur Mairie Bacharach gehörten vier Gemeinden mit insgesamt 2.961 Einwohnern, die in 636 Häusern wohnten; Fläche: 1.537 Hektar, davon 226 Hektar Weinberge und 949 Hektar Wald; Bürgermeister: P. G. Kellermann (1808, 1812), Frédéric Hildebrandt (1813).
Gemeinden:
- Bacharach
- Manubach (Mannebach)
- Oberdiebach
- Steeg, seit 1969 Stadtteil von Bacharach

### Mairie Niederheimbach
Zur Mairie Niederheimbach gehörten drei Gemeinden mit insgesamt 1.531 Einwohnern und 307 Häusern; Fläche 1.107 Hektar, davon 46 Hektar Weinberge und 783 Hektar Wald; Bürgermeister: Fischer (1808), Nicolas May (1813).
Gemeinden:
- Niederheimbach 97 Häuser
- Oberheimbach
- Trechtingshausen (Dreyeckshausen)

### Mairie Oberwesel
Diese Mairie bestand nur aus der Stadt Oberwesel mit insgesamt 2.110 Einwohnern und 360 Häusern; Fläche 1.199 Hektar, davon 85 Hektar Weinberge und 1.050 Hektar Wald; Bürgermeister: Chardon (1808), nach einer anderen Quelle Balbiano (1808), Jean-Philippe Görtz (1811, 1813).
Gemeinden:
- Oberwesel mit den Weilern Engehöll und Boppard

### Mairie Wiebelsheim
Zur Mairie Wiebelsheim gehörten sechs Gemeinden mit insgesamt 1.466 Einwohnern und 286 Häusern; Fläche: 2.631 Hektar, davon 547 Hektar Ackerland, 183 Hektar Weinberge und 986 Hektar Wald; Bürgermeister: Peter Hartel (1808, 1811, 1813).
Gemeinden:
- Damscheid
- Dellhofen, seit 1974 Stadtteil von Oberwesel
- Langscheid, seit 1974 Stadtteil von Oberwesel
- Liebshausen (Lipshausen)
- Perscheid
- Wiebelsheim, 54 Häuser

### Dichtelbach und Erbach
Zum Kanton Bacharach gehörten auch die Gemeinden Dichtelbach und Erbach, die bezüglich der unteren Verwaltungsebene zur Mairie Rheinböllen gehörten. Die Mairie Rheinböllen war ansonsten dem Kanton Simmern zugeordnet.
Gemeinden:
- Dichtelbach, 52 Häuser, 313 Einwohner
- Erbach, 28 Häuser, 169 Einwohner